# تانیا دنیس
تانیا دنیس (انگلیسی: Tanya Dennis؛ زادهٔ ۲۶ اوت ۱۹۸۵) بازیکن فوتبال اهل کانادا است.
وی همچنین در تیم‌های ملی فوتبال Canada women's national under-20 soccer team، زنان کانادا، و زنان کانادا بازی کرده‌است.